# Васенков, Михаил Анатольевич
Михаи́л Анато́льевич Васенко́в (9 октября 1942, Кунцево, Московская область — 6 апреля 2022, Куско, Перу) — советский и российский разведчик-нелегал, полковник госбезопасности, сотрудник Первого главного управления КГБ СССР и Службы внешней разведки Российской Федерации, Герой Советского Союза (12 января 1990); доктор философии (PhD) по политологии 

. Работал в органах госбезопасности с 1966 по 2004 год, с 1975 года находился на работе в особых условиях, занимаясь разведывательной деятельностью за рубежом. Работал формально фотографом и публицистом, представляясь как гражданин Уругвая и Перу по имени Хуа́н Хосе́ Ла́саро Фуэ́нтес (исп. Juan José Lázaro Fuentes). В 2004 году вышел в отставку по достижении предельного возраста пребывания на военной службе. В 2010 году из-за предательства сотрудника российской разведки Александра Потеева был арестован спецслужбами США, но в том же году после двусторонних переговоров был освобождён в результате состоявшегося обмена. Официально рассекречен как разведчик-нелегал в 2020 году.

## Ранние годы
Михаил Васенков родился 9 октября 1942 года в городе Кунцево Московской области в семье рабочих. Годы войны провёл в эвакуации в Сибири. Окончил в 1965 году с золотой медалью и с отличием Московское высшее общевойсковое командное училище имени Верховного Совета РСФСР, в 1968 году — двухгодичные курсы подготовки оперативных работников со знанием иностранных языков Высшей школы КГБ при Совете Министров СССР имени Ф. Э. Дзержинского. Во время учёбы в Высшей школе КГБ СССР занимался бегом на длинные дистанции и плаванием. Проживал в Москве на улице Плющиха.
С 1966 года работал в органах государственной безопасности, в 1968 году был зачислен в особый резерв Первого главного управления КГБ СССР. Овладел в совершенстве испанским, английским и французским языками. В ходе обучения подробно осваивал все языковые и культурные особенности той страны, где ему предстояло начинать свою командировку. Среди его учителей была Африка де лас Эрас, с помощью которой Васенков изучал подробно географию страны, из которой был родом по легенде.

## Разведывательная деятельность

### Перу
С 1975 года Михаил Васенков числился на работе в особых условиях, проходя службу в управлении «С» (нелегальной разведки) Первого главного управления КГБ СССР, а затем СВР России. Он рассказывал, что его напутствовал начальник Первого главного управления КГБ СССР Владимир Крючков, который дал ему недвусмысленно понять: есть риск, что Васенков может остаться за границей навсегда и не сможет вернуться на родину. В январе 1976 года Михаил Васенков прибыл в Испанию: по версии историка спецслужб Бориса Володарского, он мог попасть туда из Кубы или Мексики.
13 марта 1976 года Васенков прибыл из Мадрида в Перу с паспортом гражданина Уругвая на имя Хуана Хосе Ласаро Фуэнтеса (исп. Juan José Lázaro Fuentes) 1946 года рождения: с его слов, он с семи лет проживал в Барселоне. За год до этого в Перу произошёл военный переворот, в ходе которого была свергнута просоциалистически настроенная хунта во главе с президентом Хуаном Веласко Альварадо, а к власти пришёл Франсиско Моралес Бермудес. В СССР опасались, что Моралес Бермудес может взять курс на сближение с США. При себе Ласаро имел письмо на бланке испанской табачной компании о том, что был направлен в командировку для изучения перуанского рынка. В 1978 году он предоставил это письмо, копию своего паспорта и копию уругвайского свидетельства о рождении в Министерство внутренних дел Перу, подав заявление с просьбой предоставить ему гражданство Перу как «самой гуманной страны» Латинской Америки. Через год его ходатайство было удовлетворено.
В Лиме Ласаро обосновался как студент факультета журналистики университета Сан-Мартин де Поррес, тренер боевых единоборств и фоторепортёр ряда столичных журналов. Работа фотографом оказалась удобной для прикрытия его разведывательной деятельности: в поисках натуры под видом модного фотографа он объездил всю Латинскую Америку, заведя большое количество знакомых среди политиков и бизнесменов. Он даже входил в окружение тогдашнего перуанского президента Фернандо Белаунде Терри. По словам историка и журналиста Николая Долгополова, поскольку Васенков постоянно был на виду, ему не требовалось самостоятельно искать информаторов, а люди сами стремились к общению с ним; к тому же он прекрасно мог знать, куда направляются высшие должностные лица.

### США
Вскоре со своей супругой Вики Пелаэс Васенков переехал в Нью-Йорк, осев в Йонкерсе. Семья Ласаро проживала там скромно, хотя сама Вики была влиятельной журналисткой испаноязычной газеты «El Diario», а среди знакомых Хуана были высокопоставленные чиновники из левого крыла Демократической партии США. Ласаро занимался плаванием, выиграл ряд соревнований в США, а также получил чёрный пояс по карате. Он поступил в Новую школу Нью-Йорка и защитил там в 1988 году докторскую диссертацию по политическим наукам. По данным газеты «КоммерсантЪ», всего за время своей карьеры Ласаро получил три высших образования.
В ходе своей разведывательной деятельности Васенков создал и возглавил нелегальную резидентуру, которая добывала ценную политическую информацию, получившую высокую оценку. При выполнении заданий он неизменно демонстрировал присущие ему выдержку, решительность, смелость, сочетавшиеся с осмотрительностью и осторожностью. Характеризовался как трудолюбивый, честный и скромный сотрудник, склонный к работе, связанной с риском и необходимостью проявлять волю, мужество и находчивость. По словам разведчицы-нелегала Елены Вавиловой, лично знавшей Михаила Васенкова, он относился к тому поколению советских разведчиков, которые ставили интересы своей родины выше своих собственных интересов: в частности, Васенков обладал внутренней дисциплиной, мог начать свой путь в незнакомой стране с нуля, приспособиться к внешним обстоятельствам и выполнить практически все задачи в одиночку. Со временем, по словам Васенкова, необходимость в вербовке уменьшалась, а сам он уже знал многое без источников.
Российская пресса сообщала, что Васенков за время своей командировки в США раздобыл расписание зарубежных визитов президента США на четыре года вперёд. Сотрудники ФБР в 2010 году утверждали, что подобные сведения не являются секретными и что планы поездок президента можно найти в открытых источниках (в том числе на сайте Белого дома); в то же время полученная информация о предстоящих визитах первого лица позволяла аналитикам советских и российских разведывательных служб делать более точные прогнозы о главных устремлениях американской внешней политики. Отдельные источники приписывают ему получение доступа к подлинному содержанию американской программы Стратегической оборонной инициативы или даже к планам развёртывания элементов противоракетной обороны США в странах, граничивших с Россией. Однако Васенков никогда не рассказывал о подробностях своей работы в США. При этом он говорил, что некоторое время проработал в Эквадоре и получил доступ к документам ЦРУ, содержание которых описывал следующим образом:

Они говорили, что надо работать начинать со школы. Если ты хочешь покорить какую-то страну — её, это, разбить — надо не физически делать, а надо делать психологически и идеологически. Когда ты сломаешь вот, espiritu… но нет, не волю — дух… Вот сломай дух страны — и её легко захватить.

Указом Президиума Верховного Совета СССР от 12 января 1990 года за мужество и героизм, проявленные при исполнении служебного долга, полковнику Васенкову Михаилу Анатольевичу было присвоено звание Героя Советского Союза с вручением ордена Ленина и медали «Золотая Звезда». В интервью Сергею Брилёву от 2019 года Васенков утверждал, что искренне удивлялся присуждению звания Героя Советского Союза и даже переспрашивал руководство, за что именно ему присвоили это звание. В соответствии со сведениями из открытых источников на 2022 год он являлся последним разведчиком-нелегалом, которому было присуждено звание Героя Советского Союза.
Распад СССР стал для Васенкова и многих его товарищей из левого крыла настоящей трагедией. В 2004 году он был уволен на пенсию из органов разведки по достижении предельного возраста воинской службы, имея на тот момент звание полковника, но остался жить в США, продолжая заниматься разведывательной деятельностью. В последующих немногочисленных интервью он говорил, что не предполагал, что сможет вернуться на родину. В 2008 году Хуан Ласаро в течение семестра читал курс латиноамериканской и «карибской» политики в колледже Баруха (Городской университет Нью-Йорка). Во время своей преподавательской деятельности Ласаро не скрывал антиамериканских взглядов, привлекая внимание резкими высказываниями о войнах США в Ираке и Афганистане и заявлениями в поддержку президента Венесуэлы Уго Чавеса. По данным интернет-издания «Взгляд», один из студентов пожаловался ректору колледжа, рассказав о заявлениях преподавателя, после чего Ласаро был уволен. Он публиковал свои политические эссе, выступая в поддержку перуанского леворадикального движения «Сендеро Луминосо», в то время как его жена Вики Пелаэс писала статьи о Фиделе Кастро и Уго Чавесе.

## Арест и депортация

### Задержание и предъявление обвинений
Доподлинно неизвестно, с какого периода за Васенковым-Ласаро и его женой начали следить спецслужбы. По данным Андрея Калитина, дом семьи Ласаро в Йонкерсе находился под наблюдением как минимум с 2002 года. Агенты ФБР, которые прослушивали разговоры Ласаро с женой, записали как минимум два разговора: в одном из них Ласаро утверждал, что в Москве были недовольны его донесениями, поскольку в них якобы не содержалось ничего ценного; в другом он якобы обучал жену передаче информации в Москву. В то же время его супруга Вики Пелаэс и его дети утверждали, что им ничего не было известно о шпионской деятельности Ласаро. По мнению самого Михаила Анатольевича, американцы сумели установить его личность потому, что в 1991 году во многие сферы деятельности российского общества и государства проникло «немало чужих людей», которые выдавали сотрудников советской и российской внешней разведки западным спецслужбам. По данным ФБР, он связывался с разведкой через коротковолновый радиоприёмник, передавая сведения азбукой Морзе. Утверждается, что американцы смогли даже вычислить маршрут, по которому Ласаро ездил на машине за городом.
Согласно официальной версии, группу из 12 российских разведчиков, в которую входил Васенков, выдал американцам бывший заместитель начальника управления «С» по работе с нелегалами СВР полковник Александр Потеев, отвечавший де-факто за американское направление работ спецслужб. Из этих 12 человек только двоим удалось избежать ареста американскими спецслужбами. Васенков был арестован 27 июня 2010 года в собственном доме в Йонкерсе, штат Нью-Йорк. Изначально американские спецслужбы не могли доказать его связь с российской разведкой, а сам Васенков отрицал все обвинения, пока в камеру к нему не пришёл Потеев, который положил на стол папку с досье на Васенкова и предложил ему во всём признаться. Ласаро после этого назвал своё подлинное имя, но заявил, что больше ничего говорить не намерен.
Ряд источников утверждал, что на допросах американские следователи избивали Васенкова, якобы сломав ему три ребра и ногу, и что с этими травмами Васенков вернулся в Россию. Однако сам Васенков неоднократно опровергал эту информацию, сказав, что американцы сразу признали его «профессионалом старой школы» и относительно корректно допрашивали, а надзиратели лишний раз могли предложить ему чай или кофе. По словам разведчика Юрия Кобаладзе, если бы Васенкова действительно кто-нибудь избил на допросе, подобные зеркальные меры могли бы быть гипотетически применены в отношении любого гражданина США, арестованного Россией по обвинению в шпионаже.

### Следствие и переговоры об обмене
28 июня 2010 года Министерство юстиции США официально объявило об аресте десяти человек, которым были предъявлены обвинения в шпионаже в пользу России. В обвинительном заключении в отношении Ласаро и Пелаэс утверждалось, что они выезжали в одну из латиноамериканских стран, получали деньги для других нелегалов и перевозили эти средства в США. По данным ФБР, супруги неоднократно выходили на связь со штабом СВР при помощи передатчика Морзе. Сразу после задержания Ласаро ФБР заявило, что «его намерения с самого начала были серьезными, хорошо финансируемыми СВР и далеко идущими», однако он «никогда не получал в свои руки никаких секретных материалов или документов». Предположительно, он был первым из советских агентов, скомпрометированных и заснятых на пленку в 2003 году, когда инструктировал свою жену, как общаться с Москвой. В ходе следствия было установлено, что реальный Хуан Хосе Ласаро Фуэнтес умер ещё в детстве: родственники реального человека выразили публичное недовольство тем, что Васенков использовал его имя и документы. В документах испанской табачной компании, от имени которой Ласаро поехал в Перу, не было найдено никаких свидетельств о том, что уругваец когда-либо работал на неё, а штампы в старом паспорте Ласаро, указывавшие на его маршрут Монтевидео — Мадрид — Перу и его общую продолжительность, порождали ряд подозрений. Выяснилось, что срок действия перуанского паспорта Ласаро истёк 26 августа 2003 года.
В течение последующей недели между прокуратурой и адвокатами всех десятерых обвиняемых велись активные переговоры, и одновременно между Россией и США обсуждалась возможность обмена. 4 июля в результате переговоров, которые курировали директор ЦРУ Леон Панетта и директор СВР Михаил Фрадков, было достигнуто соглашение об обмене десяти арестованных на четырёх граждан России, уже осуждённых по обвинению в работе на разведывательные службы стран Запада. Все обвиняемые встречались с представителями российских дипломатических миссий, и на встречах обсуждались подробности будущей жизни всех обвиняемых. Сторона обвинения предложила всем задержанным заключить сделку, признав себя виновными в наименее тяжком из предъявленных преступлений в обмен на прекращение процесса и максимально возможное смягчение наказания. Федеральная прокуратура призвала исключить из обвинительного заключения пункт об отмывании денег. 6 июля 2010 года газета The New York Times сообщила, что никто не был заинтересован в проведении судебных процессов, чтобы не была предана огласке секретная информация о технологиях сбора данных.

### Судебное решение
Утром 8 июля стало известно, что все обвиняемые подписали соглашение о сделке с правосудием, признав себя виновными в шпионаже, о чём свидетельствовал трёхстраничный меморандум, подписанный окружным прокурором Притом Бхарарой. На основании заключённого между Россией и США соглашения американское правительство попросило суд принять все признательные показания арестованных и вынести решение во время первого заседания. Судебное заседание состоялось в этот же день, председателем суда была судья Кимба Вуд. В начале заседания все обвиняемые в соответствии с одним из пунктов сделки со следствием назвали свои подлинные имена. По свидетельствам очевидцев, из российских граждан только Хуан Ласаро представился полным именем «Михаил Анатольевич Васенков», которое пришлось повторить трижды. На судебном заседании Васенков заявил, что выполнял разведывательные задания в США с 1990 года. Судья Кимба Вуд заявила, что преступление, в котором признались все обвиняемые, может быть наказано либо пятью годами тюремного заключения, либо штрафом в размере 250 тысяч долларов США и дополнительной выплатой в двойном размере дохода, полученного от иностранного правительства. В конце заседания судья приняла решение зачесть в счёт наказания 11 дней, которые все 10 арестованных провели в тюрьмах, и сняла с них обвинение в отмывании денег. Суд сообщил всем обвиняемым, что все средства, полученные ими от продажи книг или прав на создание фильмов, сюжетами которых является их шпионская деятельность, будут направлены в казну США. Всем им пожизненно запретили въезд в США без санкции генерального прокурора, а также лишили права претендовать на получение гражданства США или социальные льготы, заработанные за время жизни в Америке.
В соответствии с постановлением суда 8 июля 2010 года все десять арестованных — девять граждан России (в том числе Михаил Васенков) и гражданка Перу Вики Пелаэс — были официально депортированы в Россию. Сама Вики Пелаэс, имевшая к тому моменту два гражданства (США и Перу), не хотела покидать страну, но ей поставили ультиматум: в течение 24 часов признать вину и покинуть США или же ждать обвинительного приговора и тюремного заключения. Два микроавтобуса службы исполнения наказаний доставили всех десятерых в нью-йоркский аэропорт Ла-Гуардия, откуда те самолётом авиакомпании Vision Airlines вылетели в Вену: в течение полёта Васенков и остальные девять человек были закованы в кандалы, а каждого из разведчиков сопровождали по два федеральных маршала. 9 июля в аэропорту Вены состоялся обмен: этих десятерых человек обменяли на четырёх граждан России, осуждённых за шпионаж.

## После экстрадиции
После своего прибытия в Россию Васенков вместе с остальными вернувшимися в Россию разведчиками встретился с занимавшим тогда должность премьер-министра Владимиром Путиным. На выступлении в Форосе в июле 2010 года Путин выразил уверенность, что все вернувшиеся разведчики «будут работать на достойных местах». При этом, по некоторым данным, Васенков с женой хотели вернуться в Латинскую Америку и сделали это в 2013 году. В частности, об этом говорила в интервью The Wall Street Journal Хенесис Педуто, адвокат Васенкова на судебном процессе 2010 года: с её слов, Васенков не имел российского гражданства и не говорил по-русски, а стремился вернуться в Перу. По её словам, обвинения в шпионаже были местью со стороны ФБР за критику внешней политики США со стороны Вики Пелаэс и Хуана Ласаро. Иногда разведчик появлялся в Москве.
28 января 2020 года директор СВР России Сергей Нарышкин на пресс-конференции в МИА «Россия сегодня» официально огласил имена семерых российских разведчиков-нелегалов, внёсших своей героической работой весомый вклад в обеспечение безопасности страны и защиту её интересов. Среди этих семерых был Михаил Васенков, чья официальная биография была опубликована на сайте СВР России. Согласно этой биографии, к раскрытию Васенкова был действительно причастен Потеев. В 2022 году телеканалом «Россия-1» было опубликовано первое и единственное телеинтервью Васенкова, которое он дал в 2019 году Сергею Брилёву в Москве, в Нескучном саду: имя Васенкова тогда ещё не называлось, а его лицо в ходе съёмок было показано в лучшем случае в пол-оборота. Утверждалось, даже на набросках судебного заседания в США по делу о российских разведчиках-нелегалах, сделанных судебными художниками, Васенков «словно бы терялся». Ещё одно интервью он дал Николаю Долгополову, которое было опубликовано в «Российской газете» в 2020 году: к тому моменту Васенков перенёс некую операцию на ноге, в связи с чем некоторое время вынужден был ходить с костылём. Было известно, что Васенков заразился коронавирусом, но сумел вылечиться.
Михаил Анатольевич Васенков скончался в ночь на 6 апреля 2022 года на 80-м году жизни в перуанском городе Куско. Церемония прощания прошла в Куско: в ней участвовали его соседи, которые несли гроб с телом Васенкова. Прощание состоялось по традициям инков: нёсшие гроб с телом Васенкова люди несколько раз присели на корточки, отдавая тем самым дань уважения умершему. Урна с прахом захоронена с воинскими почестями 5 июля 2022 года в Москве на Троекуровском кладбище: на церемонии прощания присутствовали ветераны Службы внешней разведки, родные и близкие Васенкова из России и Перу, а также бравший у него интервью Сергей Брилёв.

## Личная жизнь

### Семья
От первого брака у Михаила родилась дочь Мария, которая осталась жить в СССР после его отъезда за границу. Его второй супругой с 1983 по 2022 год была перуанская тележурналистка и художница Вирхиния «Вики» Пелаэс Окампо, с ней он переехал в 1985 году в Нью-Йорк. На Вики он женился с разрешения своего советского руководства. У Михаила был приёмный сын Вальдомар (Вальдо) Марискаль (исп. Waldomar (Waldo) Mariscal) — сын Вики от первого брака, который также переехал в Нью-Йорк с родителями и стал архитектором. С 2014 года Вальдо проживает в России и работает в КБ Стрелка. В Нью-Йорке у Михаила и Вики родился второй сын, которого назвали Хуан: он учился в школе имени Фьорелло Ла Гуардии, позже окончил Джульярдскую школу и стал пианистом, отметившись рядом побед на международных конкурсах.
В 1984 году Вики Пелаэс была похищена боевиками леворадикальной маоистской организации «Сендеро Луминосо»: в обмен на её освобождение работодатели должны были выпустить в эфир ролик в поддержку движения, хотя позже оператор утверждал, что похищение было подстроено. В связи с этим событием Михаил и Вики решили переехать в США, сославшись на отсутствие подходящих условий для работы в Перу. Во время своего пребывания в США Михаил и Вики проживали в двухэтажном доме в пригороде Нью-Йорка Йонкерс. О разведывательной деятельности своего супруга Вики ничего не знала вплоть до момента его ареста и депортации в Россию. У Васенкова также был пёс по кличке Орсо.

### Образ
Внешне Васенков, по словам Сергея Брилёва, очень напоминал Эрнесто Че Гевару. Николай Долгополов описывал его как человека среднего роста, поджарого и спортивного, что было связано не только с его занятиями по бегу и плаванию в СССР, но и с его увлечением карате на Западе. Васенков с детства увлекался произведениями Жюля Верна и Луи Буссенара, а в зрелом возрасте освоил испанскую классику, которую знал в совершенстве и неоднократно цитировал её в беседах.
Речь Васенкова характеризовалась по-разному. Газета The New York Times всегда писала, что Васенков говорил на русском с испанским акцентом: в частности, в интервью Сергею Брилёву 2019 года он говорил с ним по-русски с лёгким акцентом. Об испанском акценте Васенкова писал и Николай Долгополов, взявший у разведчика интервью в 2020 году: по его словам, чувствовалось, что Васенков «думает по-испански, а потом переводит на русский», причём при выборе слова на русском Михаил Анатольевич предварительно проговаривал на испанском синонимический ряд.
В то же время журналистка Дельфина Приэто, работавшая с Ласаро в Перу, утверждала, что Васенков говорил на испанском со «славянским акцентом». Журналист-международник Хуан Велит Гранда, с которым Ласаро работал в ныне не существующем журнале «Punto», однажды заявил ему, что Ласаро говорит на испанском совсем не так, как уругваец или аргентинец, в ответ на что Ласаро даже обиделся на него. Позже Велит говорил, что Ласаро говорил с акцентом, характерным для уроженцев Литвы или Украины, однако самому «уругвайцу» вопросов не задавали, а сам он никогда не рассказывал о своём детстве. Его супруга Вики Пелаэс в интервью Сергею Брилёву сказала, что Васенков говорил на испанском не как перуанец или уругваец, но как урождённый испаноязычный иностранец.

## Награды
- Звание «Герой Советского Союза» и медаль «Золотая звезда»[3] (12 января 1990)[7][g] — за мужество и героизм, проявленные при исполнении служебного долга[8][7]
- Орден Ленина[3][4] (12 января 1990)[7]
- Орден Красного Знамени[3][4]
- Орден Красной Звезды[3][4] (16 февраля 1988)[7]
- Орден Мужества[3][4] (2010)[7]
- Знак «За службу в разведке»[3][4]
- Ведомственные и юбилейные медали СССР и Российской Федерации[3] (всего 10 медалей)[13]
- Многочисленные благодарности и грамоты[3]

## Комментарии
1. ↑  В ряде западных источников указывалась дата 1 января 1945 года[2].
2. ↑  Другие источники утверждали, что он прибыл в Перу из Чили[13][14].
3. ↑  По другим данным, реальный Хуан Хосе Ласаро Фуэнтес родился в 1943 году, но известно, что он умер в 1946[6] или 1947 году от дыхательной недостаточности[5].
4. ↑  В некоторых источниках его по ошибке называли генерал-майором[18], упоминая о повышении его в звании якобы незадолго до ареста[2]. Васенков опроверг эти слухи[8][11]; к тому же, согласно ветерану разведывательных служб Эрнесту Новикову, Васенков не мог быть повышен в звании после своего увольнения на пенсию[2].
5. ↑  В газете «Коммерсантъ» и ряде других изданий он упоминается под фамилией Щербаков[18][25][19].
6. ↑  В интервью Николаю Долгополову родным сыном Васенкова назван Вальдомар, а приёмным сыном — Хуан[8].
7. ↑  Награждение произведено закрытым указом[8].